# Tritracheodillo spatulatus
Tritracheodillo spatulatus är en kräftdjursart som beskrevs av Franco Ferrara och Stefano Taiti 1982D. Tritracheodillo spatulatus ingår i släktet Tritracheodillo och familjen Eubelidae. Inga underarter finns listade i Catalogue of Life.